# Václav Kadrnka
Václav Kadrnka (* 10. září 1973 Zlín) je český scenárista a režisér. Roku 2010 debutoval filmem Osmdesát dopisů, který pojednává o skutečné události - o snaze jeho matky vystěhovat oba z normalizačního Československa k jejich otci do Velké Británie.

## Životopis
Narodil se v dnešním Zlíně. Rodiče se snažili delší čas legálně opustit Československo, ale nevydařilo se to. Na protest proti této byrokracii jej dokonce jeho matka neposílala jednu dobu do školy a učila jej číst a psát doma. Roku 1988 se spolu se svou matkou vystěhoval do Velké Británie za svým otcem, který emigroval kvůli podmínkám v komunistickém Československu rok předtím. Do Česka se vrátil v roce 1992. Působil zde jako asistent režiséra Vojtěcha Jasného. Ze studií nejprve absolvoval obor Divadelní věda na univerzitě v Londýně. Poté, co se usadil opět doma v Česku studoval v letech 1999 - 2008 na Filmové a televizní fakultě Akademie múzických umění (FAMU) režii hraného filmu.

## Tvorba
Jako režisér debutoval v roce 2011 hraným filmem Osmdesát dopisů, který získal o rok později na německém festivalu Berlinale významný mezinárodní ohlas a byl pak uveden na několika dalších filmových festivalech v České republice i v zahraničí, kde získal několik filmových cen a ocenění. Roku 2012 získal Cenu filmové kritiky v kategorii Objev roku. Jeho druhý film Křižáček získal hlavní cenu pro nejlepší film Křišťálový glóbus na festivalu v Karlových Varech. V roce 2024 obdržel podporu na film Panna Sofia o setkání Jana Ámose Komenského s Kristinou Poniatowskou.

## Filmografie
- Defector (studentský film; 1998)
- Malé veličkosti (studentský film; 2001)
- O chlapci v kopačkách (studentský film; 2001)
- Druhý plán (studentský film; 2001)
- Nemůžem usnout (studentský film; 2001)
- Tvář (studentský film; 2001)
- Lidé z autobusů (studentský film; 2002)
- Život poupěte (studentský film; 2007)
- Druhý život dřeva (studentský film; 2009)
- Osmdesát dopisů (2011)
- Křižáček (2017)
- Zpráva o záchraně mrtvého (2021)
- Panna Sofia (2025) – v přípravě